# Turn de fildeș

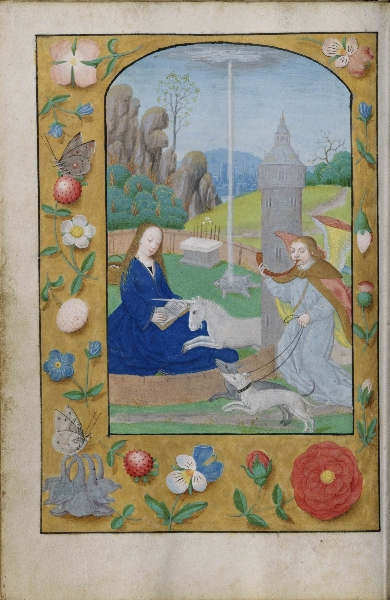
Un turn de fildeș, ca simbol al Fecioarei Maria, în „Vânătoarea a Bună Vestirii a Unicornului” (aprox. 1500) dintr-o carte de ore olandeză.

Un turn de fildeș este un loc metaforic în care oamenii trăiesc fericiți îndepărtați de restul lumii în favoarea propriilor lor căutări, de obicei mentale și ezoterice. Astăzi are o conotație negativă, deoarece de cele mai multe ori înseamnă un mediu intelectual deconectat de preocupările practice ale vieții de zi cu zi, centrat pe o cercetare ezoterică, prea detaliată, uneori chiar inutilă, sau mai în general, un mediu de elitism academic.
Expresia provine din Cântarea Cântărilor (7:4) cu un sens diferit și a fost folosit ulterior ca epitet pentru Fecioara Maria.

## Semnificația biblică

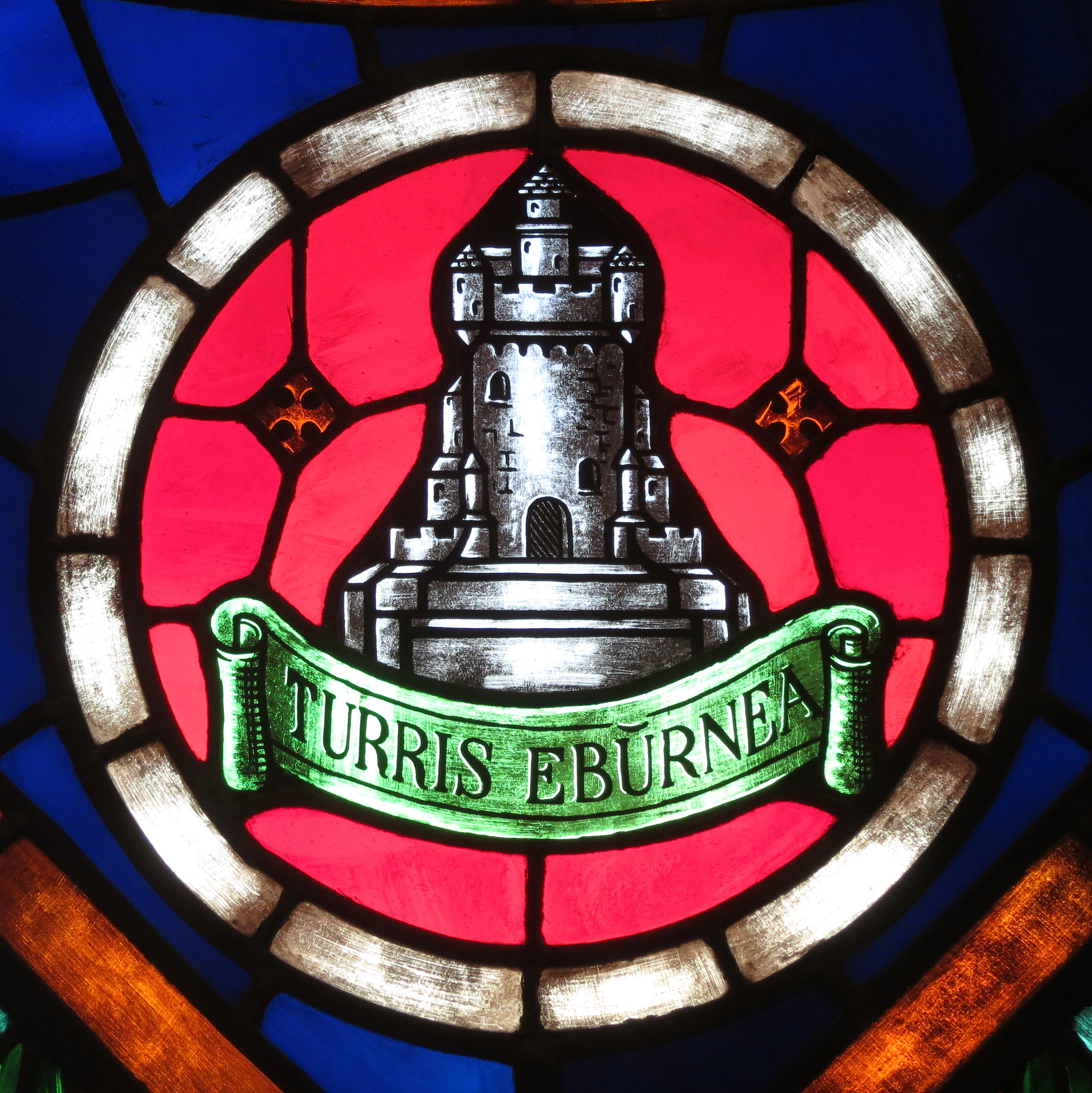
Un vitraliu cu un turn de fildreș din Biserica Sfântul Nicolae din Zanesville, Ohio, SUA.

În tradiția creștină, expresia „turn de fildeș” este folosită ca simbol al purității nobile. Aceasta își are originea în Cântarea Cântărilor 7:4 („Gâtul tău este ca un turn de fildeș”; în textul ebraic masoretic, se găsește în 7:5) și a fost inclusă în epitetele pentru Maria din Litania Lauretană din secolul XVI („turn de fildeș”, turris eburnea în latină), deși titlul și terminologia erau folosite cu mult înainte de aceasta, cel puțin de la Renașterea Mariană din secolul al XII-lea. Turnul de fildreș apare ocazional în artă, în special în reprezentările lui Maria unde apare într-un hortus conclusus. Deși expresia este rar folosită în sensul religios în timpurile moderne, aceasta este creditată pentru inspirarea sensului modern.

## Utilizarea modernă
Expresia are astăzi o conotație destul de negativă: sugerează că unii intelectuali sunt atât de scufundați în câmpul lor de studiu, încât de multe ori nu găsesc o limbă vehiculară cu „beoțienii” aflați în afara „turnului de fildeș”. Cu atât mai mult ignoră problema și ajung să accepte că nici oamenii educați nu îi pot înțelege, blocându-se astfel într-o formă de izolare intelectuală.
Prima utilizare modernă a expresiei „turn de fildeș” poate fi găsită într-o poezie din 1837, „Pensées d'Août, à M. Villemain”, de Charles Augustin Sainte-Beuve, critic literar și autor francez, care a folosit termenul „tour d’ivoire” pentru atitudinea poetică a lui Alfred de Vigny, în contrast cu Victor Hugo, mai implicat din punct de vedere social: „Et Vigny, plus secret, Comme en sa tour d’ivoire, avant midi rentrait”. [Și Vigny, mai secretos, ca și cum ar fi fost în turnul său de fildeș, întorcându-se înainte de prânz].
Ultimul roman al lui Henry James, Turnul de Fildeș, a fost început în 1914 și lăsat neterminat la moartea sa doi ani mai târziu. James, făcând o paralelă cu propria sa experiență, cronicizează efectul golului vulgar al Gilded Age asupra unui american din clasa superioară, care se întoarce în Statele Unite: „Păreați cu toții oribil de bogați”, spune eroul; această propoziție are două semnificații: batjocura unui om de știință amețit și admirația cuiva care este capabil să-și dedice toate eforturile unei cauze nobile (prin urmare, „fildeș”, un material nobil, dar care nu permite folosul constructiv).
În eseul lui Randall Jarrell „Sfârșitul liniei” (1942), Jarrell afirmă că, dacă poezia modernă va supraviețui, poeții vor trebui să coboare din „Turnul de Fildeș” al compoziției elitiste. Subiectul principal lui Jarrell a fost faptul că poezia din perioada modernistă depindea excesiv de referințe la alte opere literare. Pentru Jarrell, Turnul de Fildeș a dus poezia modernă în obscuritate.
Un turn de fildeș poate fi, de asemenea, o entitate a „rațiunii, raționalității și structurilor rigide [care] colonizează lumea experienței trăite”, așa cum a explicat Kirsten J. Broadfoot într-un articol despre posibilitățile comunicării organizaționale postcoloniale. Această comunitate academică imaginată creează o esență de exclusivitate și superioritate. Broadfoot explică acest fenomen ca un grup care „funcționează ca un club exclusiv al cărui membrii sunt strâns controlați de ceea ce s-ar putea numi un „cadru dominant ”.” În sens academic, acest lucru duce la o „dominare copleșitoare și disproporționată” a Statelor Unite și a Lumii Occidentale. Turnul de fildeș poate fi periculos, unii cred, în privatizarea sa inerentă a cunoașterii și intelectului. Academicienii care caută „legitimitatea pentru narațiunile lor din inimă ajung să răsune ecoul tonului igienizat al Narativei Dominante (Master Narrative)”. Acesta devine un proces ciclic pe măsură ce intelectualii apără în mod colectiv „turnul de fildeș imaginar”.

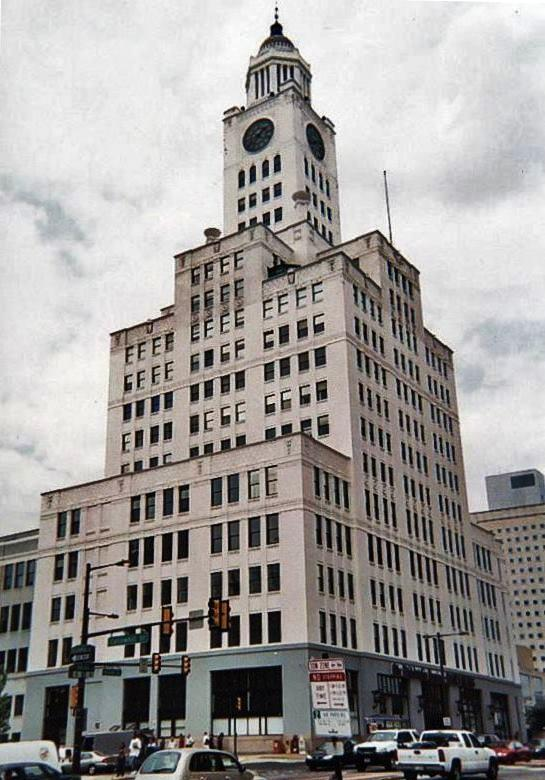
Elverson Building, vechiul sediu al ziarului The Philadelphia Inquirer, cunoscut ca „the Ivory Tower of Truth” (Turnul de Fildeș al Adevărului).

Unele ziare din Philadelphia se refeau sarcastic la fostul sediu al instituției Philadelphia Inquirer, un zgârie-nor alb în stil art deco numit Elverson Building, drept „Turnul de Fildeș al Adevărului”.